# بيوتر تشرابكوسكي
بيوتر تشرابكوسكي (بالبولندية: Piotr Chrapkowski) مواليد 24 مارس 1988 في بولندا، هو لاعب كرة يد بولندي يلعب كظهير أيسر. يلعب حاليا مع فيف تارغي كيلسي ويحمل الرقم 10. مثل منتخب بولندا لكرة اليد. حقق المركز الثالث في بطولة العالم لكرة اليد للرجال 2015.

## سجل المنافسة
شارك في البطولات التالية:
- بطولة العالم لكرة اليد للرجال 2015
- بطولة أوروبا لكرة اليد للرجال 2014
- بطولة أوروبا لكرة اليد للرجال 2016

## الميداليات
| الميدالية | المسابقة                           |
| --------- | ---------------------------------- |
| برونزية   | بطولة العالم لكرة اليد للرجال 2015 |

## روابط خارجية
- بيوتر تشرابكوسكي على موقع الاتحاد الأوروبي لكرة اليد (الإنجليزية)